# Oio
Oio je region v Guineji-Bissau. Region na severu hraničí se Senegalem. Hlavní město regionu je Farim. Mezi další větší města patří Nhacra, Mansôa, Bissorã a Cumeré.

## Sektory

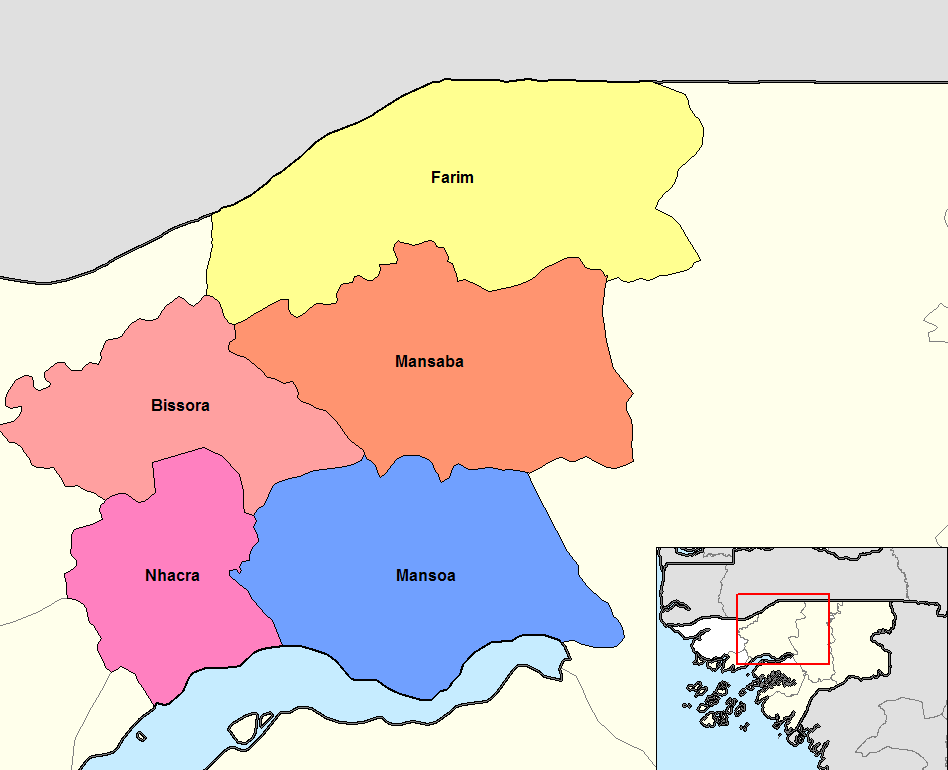
Sektory regionu Oio

Oio se dělí do 5 sektorů:
- Bissora
- Farim
- Mansaba
- Mansoa
- Nhacra